# Argyronetidae
Famille
Les Argyronetidae sont une famille d'araignées aranéomorphes.

## Répartition
Les espèces de cette famille se rencontrent en Europe, en Asie, en Afrique, en Amérique et en Océanie.

## Liste des genres
Selon World Spider Catalog (version 26, 10/07/2025) :
- Altella Simon, 1885
- Arctella Holm, 1945
- Argenna Thorell, 1870
- Argyroneta Latreille, 1804
- Chaerea Simon, 1885
- Devade Simon, 1885
- Hackmania Lehtinen, 1967
- Iviella Lehtinen, 1967
- Mizaga Simon, 1898
- Paratheuma Bryant, 1940
- Saltonia Chamberlin & Ivie, 1942
- Tricholathys Chamberlin & Ivie, 1935

## Systématique et taxinomie
Cette famille a été décrite en 1869 par Thorell comme étant une sous-famille des Agelenidae. Elle est élevée au rang de famille en 1871 par Menge. Elle est de nouveau considérée comme une sous-famille des Dictynidae par Lehtinen en 1967 et par Wheeler et al. en 2017. Elle est élevée au rang de famille par Montana, Cala-Riquelme, Crews, Gorneau, Al-Jamal, Alequín, Spagna, Ballarin et Esposito en 2025.
Cette famille rassemble 74 espèces dans douze genres.

## Publication originale
- (en) Thorell, « On European spiders. Review of the European genera of spiders, preceded by some observations on zoological nomenclature [first part] », Nova Acta Regiae Societatis Scientiarum Upsaliensis, sér. 3, 1869, vol. 7, p. 1-108 [lire en ligne].